# Rolf Lagerson
Rolf Lagerson, född 1925, död 2005, var en svensk tecknare, främst reklamtecknare. Under 25 år var leksakstillverkaren LEGO hans främsta uppdragsgivare, och han formgav förpackningar och kataloger åt dem.  Han tecknade cirka 300 bokomslag, som ofta blivit samlarobjekt. Bland Rolf Lagersons bokomslag märks Höknatt och Svärdfäktarna av Sven Fagerberg och De tre små mästarna av Kerstin Ekman.